# Pyrausta surinamensis
Pyrausta surinamensis là một loài bướm đêm trong họ Crambidae.